# Monsieur Lazhar
Monsieur Lazhar is een Canadese film uit 2011 onder regie van Philippe Falardeau. Het scenario ontstond uit de theatermonoloog Bashir Lazhar van Évelyne de la Chenelière. De film werd genomineerd voor Oscar voor beste buitenlandse film. De film ging in België in première op 7 maart 2012.

## Verhaal
In Montreal pleegt een lerares op een lagere school zelfmoord. Bachir Lazhar, een Algerijnse immigrant, wordt snel ingehuurd om haar te vervangen terwijl hij zelf ook een tragedie te verwerken heeft. Zijn vrouw, die lerares en schrijfster was, kwam samen met haar dochter en zoon om in een aangestoken brand, omdat ze een kritisch boek gepubliceerd had. Lazhar leert zijn leerlingen geleidelijk beter kennen, ondanks de culturele verschillen die al bij de eerste les duidelijk worden. Hij moet bovendien de klas helpen bij de verwerking van de zelfmoord van de lerares. Het blijkt dat Lazhar geen diploma heeft om les te geven, waardoor hij moet vertrekken en er een moeilijk afscheid volgt.

## Rolverdeling
- Mohamed Fellag als Bachir Lazhar
- Sophie Nélisse als Alice L'Écuyer
- Émilien Néron als Simon
- Danielle Proulx als Mevrouw Vaillancourt
- Brigitte Poupart als Claire Lajoie
- Jules Philip als Gaston
- Daniel Gadouas als M Gilbert Danis
- Louis Champagne als Conciërge
- Seddik Benslimane als Abdelmalek
- Marie-Ève Beauregard als Marie-Frédérique
- André Robitaille als Commissaris
- Francine Ruel als Mevr. Dumas
- Sophie Sanscartier als Audrée
- Évelyne de la Chenelière als Alice' moeder
- Vincent Millard als Victor
- Louis-David Leblanc als Boris
- Nicole-Sylvie Lagrande als Psychiater
- Gabriel Verdier als Jordan
- Marie Charlebois als Openbaar aanklager
- Marianne Soucy-Lord als Shanel
- Stéphane Demers als Marie-Férdériques vader
- Nathalie Costa als Marie-Férdériques moeder
- Héléna Laliberté als Martine Lachance